# Lechea minor
Lechea minor är en solvändeväxtart som beskrevs av Carl von Linné. Lechea minor ingår i släktet Lechea och familjen solvändeväxter. Inga underarter finns listade i Catalogue of Life.